# Artia lifuana
Artia lifuana är en oleanderväxtart som först beskrevs av Henri Ernest Baillon, och fick sitt nu gällande namn av Pichon apud Guillaumin. Artia lifuana ingår i släktet Artia och familjen oleanderväxter. Inga underarter finns listade i Catalogue of Life.